# Segovia

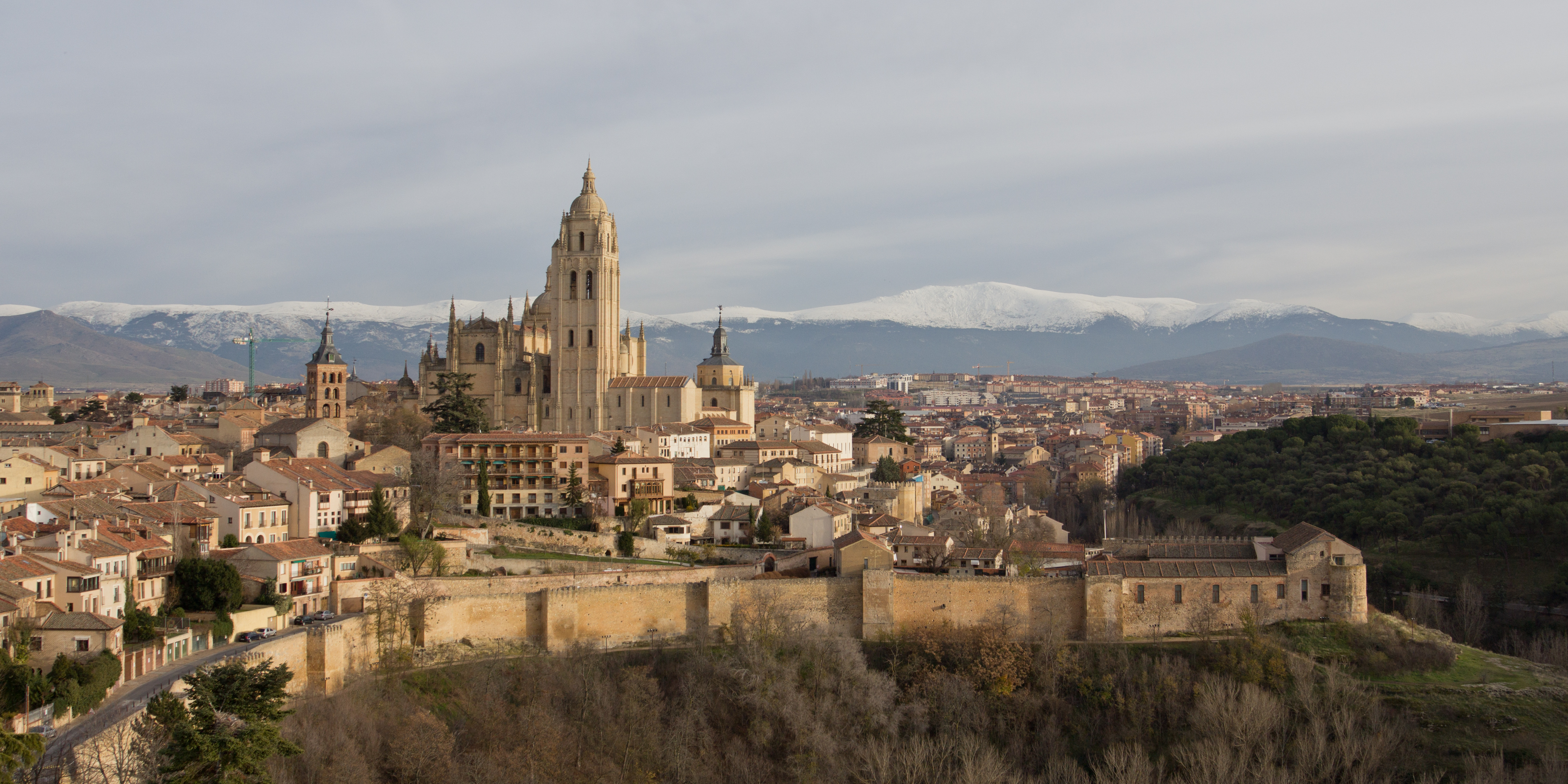
Vedere a orașului Segovia de pe Alcazar

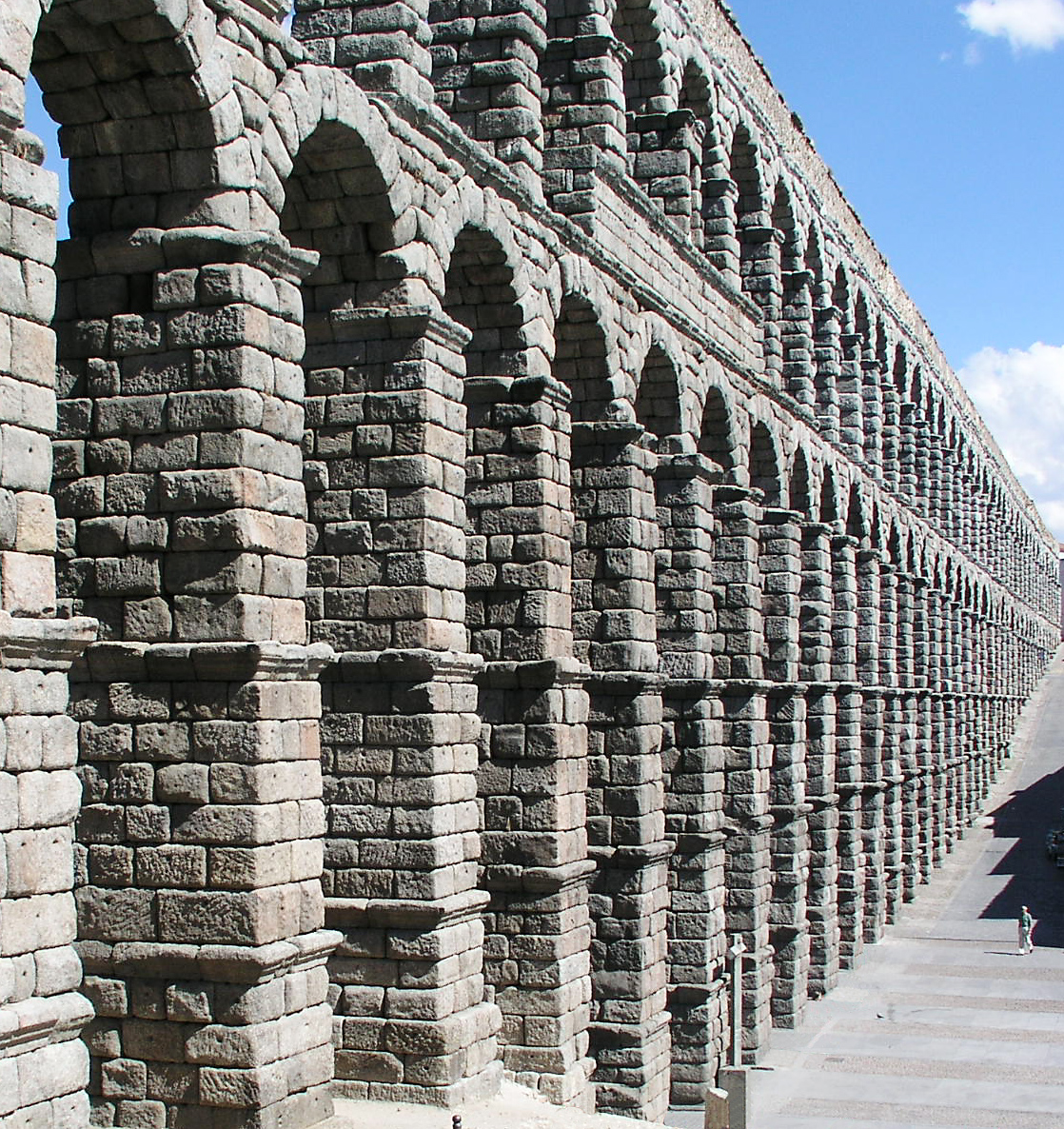
Apeductul

Segovia este un oraș din Spania, capitala provinciei Segovia din Castilia-Leon.
Sub stăpânirea romană se numea Segovia Baetica, fiind semnalat de Ptolemeu II sub numele grecesc de Σεγουβία. În vremea stăpânirii arabe era numit în arabă شقوبية  (Šiqūbiyyah).
Apeductul din Segovia este unul din monumentele cele mai importante păstrate din perioada romană pe peninsula iberică. Construit probabil în sec. I-II d.Hr., apeductul aducea apa izvorului Fuenfria în oraș.
Centrul vechi istoric din Segovia a fost înscris în anul 1985 pe lista patrimoniului cultural mondial UNESCO.